# Сантара
Сантара (Santhara, такође Sallekhana, Samnias-Marana иSamadhi-Maran) је џаински ритуал добровољне смрти гладовањем, који подједнако практикују и аскете и обични људи, када наслуте да се приближио крај њиховом животу, било због старости, неизлечиве болести, немаштине и сл.
Прихватање Сантаре представља посебан завет, који налаже вернику да превазиђе све страсти и одбаци сва овоземаљска задовољства, примењујући постепено уздржавање од хране и воде, уз истовремену медитацију о правој природи Сопства док се душа не одвоји од тела. При томе, он би требало да издржи све тешкоће, па ако се разболи или из било ког другог разлога није у стању да одржи мир ума, неопходно је да одустане од Сантаре, поново почне да узима храну и настави овоземаљске активности.
Према извештајима медија из 2006. године, сантару годишње изврши око 200 следбеника џаинизма, махом старих и људи оболелих од неизлечивих болести.

## Законска регулатива у Индији
Иако се еутаназија у Индији сматра кривичним делом, сантара је легална јер се сматра делом верског изражавања. У другим случајевима еутаназија је забрањена, а све до 2014. покушај самоубиства је сматран кривичним делом.

## Утицај
Иако се већина религија противи еутаназији, заговорници еутаназије често наводе џаинизам као религију која подржава право на еутаназију.